# Cortese di Gavi (DOCG)
Pour les articles homonymes, voir Gavi.
Le Cortese di Gavi (appelé aussi Gavi ou Gavi di Gavi) est un vin blanc italien de la région Piémont doté d'une appellation DOCG depuis le 10 août 1998. La zone était DOC déjà à partir du 26/06/1974. Seuls ont droit à la DOCG les vins blancs récoltés à l'intérieur de l'aire de production définie par le décret. 

## Aire de production
Les vignobles autorisés se situent en province d'Alexandrie dans les 11 communes de Bosio, Capriata d'Orba, Carrosio, Francavilla Bisio, Gavi, Novi Ligure, Parodi Ligure, Pasturana, San Cristoforo, Serravalle Scrivia et Tassarolo. La superficie plantée en vigne est de 984.30 hectares.
Voir aussi les articles Cortese di Gavi frizzante et Cortese di Gavi spumante.

## Caractéristiques organoleptiques
- couleur : jaune paille plus ou moins clair

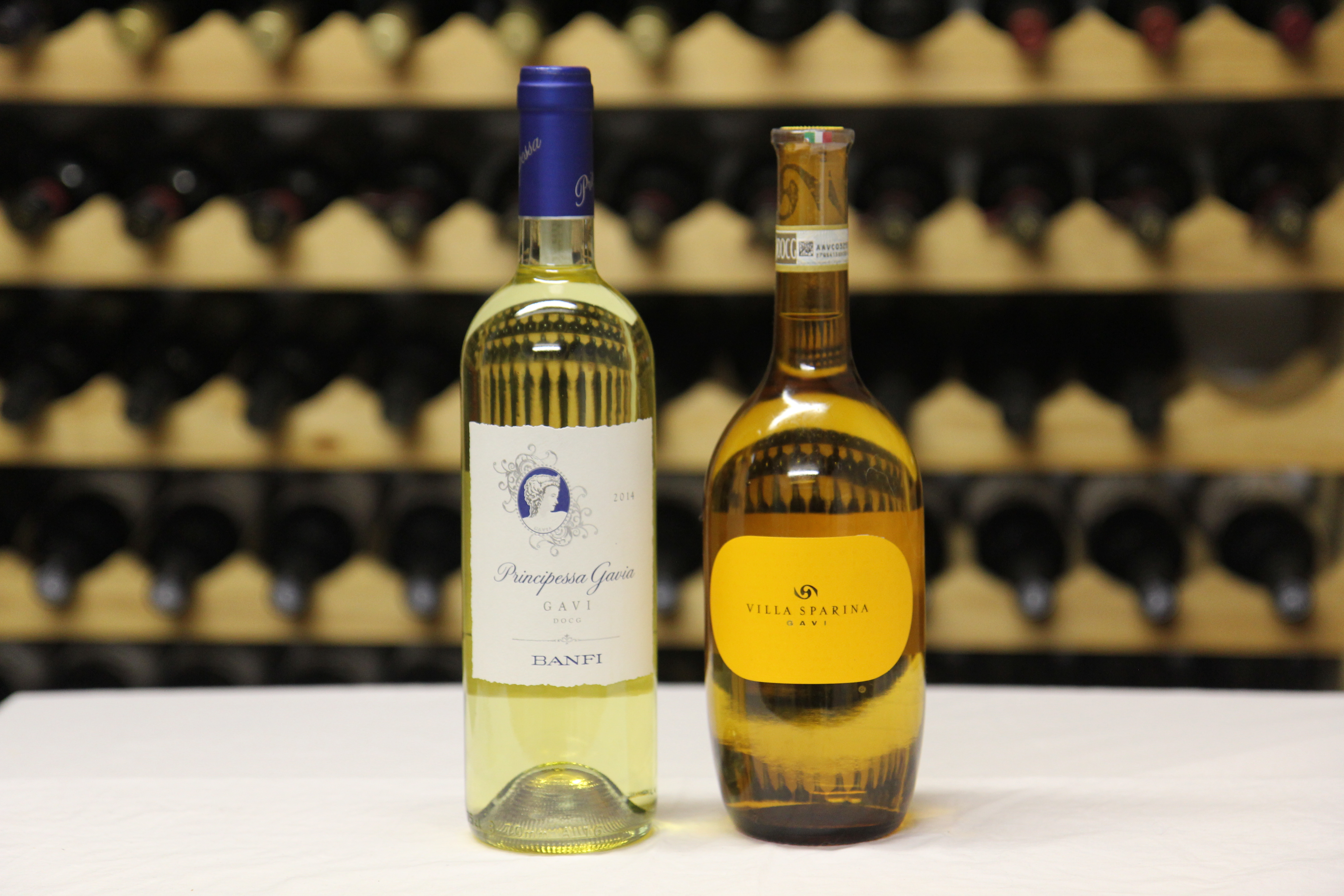

- odeur : fin, délicat, caractéristique
- saveur : sec, harmonique, plein, agréable

Le Cortese di Gavi se déguste à une température de 6 à 8 °C comme apéritif ou à 10 à 12 °C à table et il se boit jeune.

## Association de plats conseillée
Vitello Tonato et purée de pommes de terre à l'huile d'olive et aux câpres[réf. souhaitée].

## Production
Province, saison, volume en hectolitres :
- pas de données disponibles